# Kutsuki Mototsuna
Kutsuki Mototsuna (朽木 元綱?; 1549 – 12 ottobre 1632) è stato un daimyō giapponese dei periodi Sengoku ed Edo.

## Biografia
Suo padre fu Kutsuki Harutsuna (朽木 晴綱?). I Kutsuki erano un potente clan nell'area di Kutsuki-tani (朽木 谷?), presso Takasima-gori, provincia di Ōmi. Il suo nome d'infanzia fu Takewakamaru (竹若丸?).
All'età di due anni Mototsuna succedette al padre quando quest'ultimo morì in battaglia. Quando Ashikaga Yoshiteru fuggì da Kyoto inseguito da Miyoshi Nagayoshi, trovò riparo presso la famiglia Kitsuki . Nel 1570 Mototsuna aiutò Oda Nobunaga quando attaccò il clan Asakura e si ritirò attraverso i territori Kutsuki. Servì in seguito Toyotomi Hideyoshi dopo la morte di Nobunga nel 1582.
Nel 1600, durante la battaglia di Sekigahara, Mototsuna si schierò con Ishida Mitsunari, ed era sotto il comando di Ōtani Yoshitsugu. Tuttavia, assieme a Kobayakawa Hideaki, Wakisaka Yasuharu, Ogawa Suketada e Akaza Naoyasu, tradì Mitsunari e piompò sulle forze di Yoshitsugu. La sua famiglia venne risparmiata e conservò le sue terre dopo la grande battaglia per i suoi servizi a Ieyasu. Morì all'età di 83 anni, il 12 ottobre 1632.